# ان-استیل مانوزآمین
ان-استیل مانوزآمین (به انگلیسی: N-Acetylmannosamine) با فرمول شیمیایی C8H15NO6 یک ترکیب شیمیایی با شناسه پاب‌کم 11096158 است. که جرم مولی آن ۲۲۱٫۲۱ گرم بر مول می‌باشد. 